# Sean Hannity

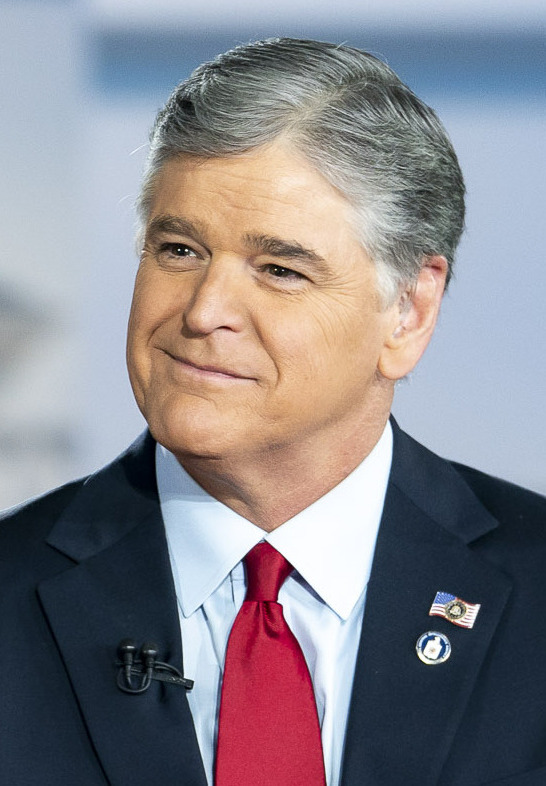
Sean Hannity (2020)

Sean Hannity (* 30. Dezember 1961 in New York City) ist ein US-amerikanischer Radio- und Fernsehmoderator und Buchautor.

## Biografie

### Jugend, Ausbildung und früher Werdegang (1961 bis 1989)
Hannity wurde 1961 als Sohn von Hugh J. Hannity und seiner Frau Lillian F. Hannity geboren. Seine Großeltern sowohl väterlicher- als auch mütterlicherseits waren Einwanderer aus Irland. Hannity wuchs zusammen mit seinen zwei Schwestern, Joanne S. Hannity und Therese (Hannity) Grisham, in Franklin Square, im US-Bundesstaat New York auf. 1980 schloss er die katholische St. Pius X Preparatory Seminary High School in Uniondale in New York ab. Anschließend studierte er an der New York University und der Adelphi University, die er ohne Abschluss verließ.
In der zweiten Hälfte der 1980er Jahre verdiente Hannity seinen Lebensunterhalt als Bauarbeiter in Santa Barbara, Kalifornien, und als Barkeeper.

### Karriere als Radio- und Fernsehmoderator (seit 1989)

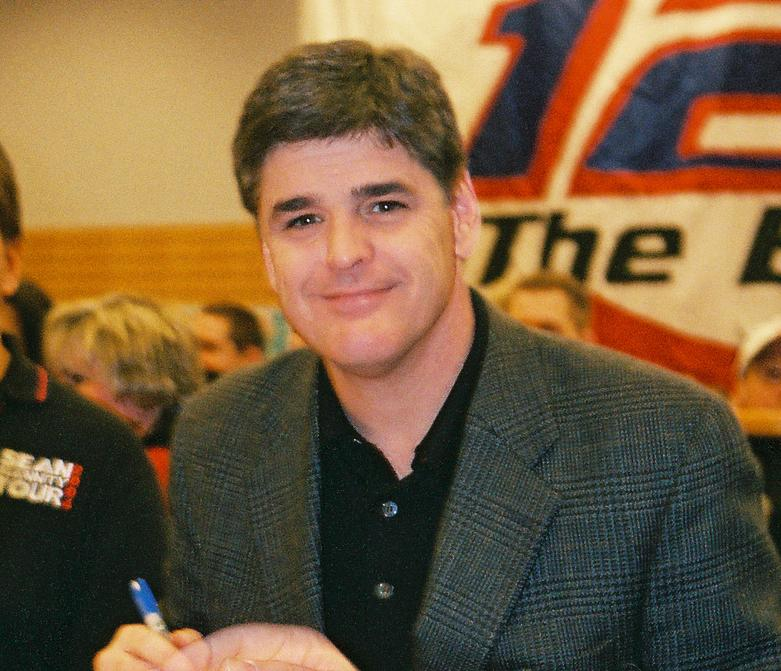
Sean Hannity (2006)

Hannity begann seine Radiokarriere 1989 als Moderator einer Talkradiosendung bei dem Collegeradiosender KCSB-FM in Santa Barbara. Die Sendung, die er übernahm, als er noch als Bauarbeiter arbeitete, wurde nach weniger als einem Jahr eingestellt, weil die Betreiber des Senders sich an abfälligen und homophoben Bemerkungen Hannitys gegenüber homosexuellen Anrufern störten. Hannity sagte, wer Homosexualität akzeptiere, sei Opfer einer Gehirnwäsche geworden. Einer lesbisch veranlagten Frau hielt er die Ermahnung entgegen, dass ihr Kind ihm leid tue. Obwohl die Entlassung Hannitys später vom Sender zurückgenommen wurde, entschloss Hannity sich, nicht zu KCSB zurückzukehren.
Er nahm stattdessen eine Stellung bei dem Sender WVNN in Athens, im US-Bundesstaat Alabama, an. 1992 wechselte er zu dem Sender WGST in Atlanta. Ende 1996 siedelte Hannity nach New York über, wo er zunächst als Gastmoderator für die Sendeanstalt WABC tätig war. Seit 1997 war Hannity als Vollzeitmoderator für den Sender tätig, bei dem er einen spätabendlichen Sendeplatz ausfüllte. 1998 erhielt er einen Sendeplatz zur Pendlerzeit.
Hannitys Radiosendung wird seit dem 10. September 2001 durch das Syndikationssystem von mehr als 500 Radiosendern in den gesamten USA ausgestrahlt. 2004 unterzeichnete Hannity einen Fünfjahresvertrag über 25 Millionen US-Dollar bei ABC Radio (seit 2007 Teil des Konzerns Citadel Communications), der eine Fortsetzung seiner Sendung bis 2009 vorsah. Im Frühjahr 2008 erreichte die Sendung eine Quote von mehr als 13,25 Millionen Hörern pro Woche.
Im September 1996 wurde Hannity von Roger Ailes, dem Mitbegründer und Senderchef des damals neu ins Leben gerufenen rechtskonservativen Nachrichtensenders Fox News, als TV-Moderator für den Sender engagiert. Zusammen mit Alan Colmes wurde ihm die Präsentation der Sendung Hannity & Colmes übertragen, einer werktäglich ausgestrahlten politischen Diskussionssendung im Abendprogramm des Senders, die die beiden fast dreizehn Jahre lang bis 2009 betreuen sollten. Das Konzept der Sendung sah dabei vor, dass ein Moderatorentandem, das sich aus je einem Vertreter der beiden dominanten politischen Strömungen der amerikanischen politischen Landschaft (Konservativismus und Liberalismus) zusammensetzt, sich mit dem politischen Tagesgeschehen befassen, dieses diskutieren und analysieren sollte. Hannity war dabei Verfechter rechter Standpunkte, während Colmes im liberalen Sinne argumentierte.
Ergänzend dazu präsentierte er alleine die Sendung Hannity’s America im Wochenendprogramm seines Senders.
Seit dem Ausscheiden von Colmes im Januar 2009 moderiert Hannity die Nachfolgesendung Hannity, die auf dem alten Sendeplatz ausgestrahlt wird, im Alleingang. Hannity’s America wurde im gleichen Zuge eingestellt. Hannity profilierte sich früh als besonders scharfer Kritiker des US-Präsidenten Barack Obama. 2009 musste er eingestehen, dass er in einem Bericht irreführende Aufnahmen von Großdemonstrationen verwendet hatte, um Proteste gegen die Politik des Präsidenten imposanter erscheinen zu lassen. Jon Stewart hatte in seiner Sendung darauf aufmerksam gemacht. Hannity gehörte zu den ersten prominenten Unterstützern von Obamas Nachfolger Donald Trump, als dessen Vertrauter er gilt und auf dessen Wahlkampfveranstaltungen er auftrat.
Neben der Fernsehsendung im Abendprogramm von Fox News moderiert Hannity gegenwärtig eine tägliche dreistündige Talk-Radiosendung, die Sean Hannity Show. Seine Radiosendung ist nach dem Programm von Rush Limbaugh die quotenmäßig zweiterfolgreichste Talk-Radiosendung der USA. Neben Limbaugh, Bill O’Reilly und Glenn Beck galt Hannity um 2012 als einer der einflussreichsten konservativen Meinungsmacher und medialen Meinungsführer.
Ergänzend zu seiner Tätigkeit für das Fernsehen und das Radio hat Hannity sich auch als Autor politischer Meinungsbücher hervorgetan. Zwei seiner Bücher schafften es dabei auf die Bestsellerliste der New York Times (Deliver Us from Evil und Conservative Victory). Eigenen Angaben zufolge hat Hannity seine Bücher aufgrund seiner knappen Zeit größtenteils nicht geschrieben, sondern sie auf der täglichen Fahrt zu seiner Radiosendung in ein Diktiergerät hineingesprochen.
2013 sanken die Einschaltquoten Hannitys zeitweilig so deutlich, dass Fox News ihm die wichtige 21.00-Uhr-Sendezeit nahm und diese Megyn Kelly gab.

### Verhältnis zu Donald Trump
Hannity wurde von anderen Konservativen, vor allem Anhängern Ted Cruz’, im Wahlkampf 2016 dafür kritisiert, parteiisch für Donald Trump zu sein und diesem viel mehr Interviewzeit einzuräumen. Hannity lehnte es ab, auf Kritik an Trump einzugehen, und äußerte sich häufig zustimmend zu dessen Positionen. Zwischen Cruz und Hannity kam es immer wieder zu Spannungen, die sich in einem Interview im April 2016 mit gegenseitigen Anschuldigungen entluden. Jim Rutenberg zufolge ist Hannity nicht nur ein Fan Trumps, sondern auch ein Ratgeber. Hannity entgegnete: „Ich verstecke meine Sympathie für Donald Trump nicht … . Ich habe nie behauptet, ein Journalist zu sein.“
Hannity setzte sich öffentlich mit anderen konservativen Medienpersonen auseinander, die Trump ablehnten (Never Trumpers), darunter Jonah Goldberg, Bret Stephens und Rich Lowry. An Bret Stephens schrieb Hannity auf Twitter: „Wenn Clinton gewinnt, ziehe ich Arschlöcher wie Dich zur Verantwortung.“
Am 16. April 2018 wurde bekannt, dass Hannity Klient von Trumps langjährigem Rechtsanwalt und Mitarbeiter Michael Cohen war. Am 9. April waren die Geschäfts- und Privaträume Cohens im Rahmen von Ermittlungen gegen seine Geschäftspraxis durch das FBI durchsucht worden. Hannity erklärte, er habe sich vor allem in Immobilienfragen beraten, aber nicht von Cohen vertreten lassen, keine Rechnung erhalten und keine Anwaltskosten gezahlt. CNN.com sah einen Interessenkonflikt bei Hannity, Politico wies darauf hin, dass Hannity – ohne seine Verbindung zu Cohen offenzulegen – diesen in seiner Fernsehsendung mehrfach verteidigt hatte. Fox News ließ erklären, von Hannitys Verbindung zu Cohen nichts gewusst zu haben, aber voll hinter Hannity zu stehen. The Guardian machte im April 2018 Recherchen zu Hannitys umfangreichem Immobilieneigentum öffentlich. Hannity soll demnach im vergangenen Jahrzehnt über Tarnfirmen mehr als 870 Eigenheime für insgesamt etwa 90 Millionen Dollar angekauft haben. Einen Teil der Immobilien hatte er nach der Hypothekenkrise ab 2013 bei Zwangsversteigerungen günstig erworben. Ein weiterer Teil war mit Hilfen des Wohnungsbauministeriums angekauft worden, das Hannity über ein Programm bei der Beschaffung von Krediten in Höhe von mehreren Millionen Dollar half. Die persönliche Verbindung zum Ministerium hatte Hannity nicht offengelegt, als er dessen Minister Ben Carson im Juni 2017 als Gast empfing.
Am Tag vor der Halbzeitwahl im November 2018 trat Hannity bei einer Wahlkampfveranstaltung zu Präsident Trump auf die Bühne, nachdem er Stunden vorher noch erklärt hatte, dort nur als Journalist anwesend zu sein.
Nachdem Präsident Trump die Wahlen 2020 verloren hatte, dies aber nicht anerkennen wollte, stellte Hannity Trump in seiner Fox-News Show als „Kämpfer für ordentliches Auszählen und Transparenz - und gegen die angeblich desaströsen zwielichtigen Zählpraktiken in manchen Staaten“ (Julia Kastein, MDR) dar. Trump gab sein erstes Interview vor laufender Kamera seit dem Auszug aus dem Weißen Haus gegenüber Sean Hannity bei Fox News.

### Ehe und Privatleben
Hannity, der sich zum katholischen Glauben bekennt, war seit Januar 1993 mit Jill Rhodes verheiratet, einer Kolumnistin der Huntsville Times, mit der er zwei Kinder hat. Anfang Juni 2020 meldete USA Today, dass sich Hannity und Rhodes im Jahr 2019 hatten scheiden lassen.

## Film
Hannitys journalistisches Wirken wird im Dokumentarfilm Outfoxed (2014) von Robert Greenwald sehr kritisch betrachtet.

## Schriften
- Let Freedom Ring. Winning the War of Liberty over Liberalism. 2002, ISBN 0-06-051455-8. (sinngemäße Übersetzung: Lass die Freiheit ertönen. Wie man den Krieg der Freiheit über die Liberalen gewinnt)
- Deliver Us from Evil. Defeating Terrorism, Despotism, and Liberalism. 2004, ISBN 0-06-058251-0. (sinngemäße Übersetzung: Erlöse uns von dem Bösen. Sieg über Terrorismus, Despotismus und Liberalismus)
- Conservative Victory: Defeating Obama’s Radical Agenda. 2010, ISBN 978-0-06-200305-8. (sinngemäße Übersetzung: Konservativer Sieg: Obamas radikale Agenda besiegen)